# Perdana Putra
Le Perdana Putra est un complexe gouvernemental situé à Putrajaya, la nouvelle capitale administrative de la Malaisie, qui abrite les bureaux du Premier ministre malaisien. Par synecdoque, le Perdana Putra en est venu à désigner le pouvoir exécutif de Malaisie. 
Le complexe de Perdana Putra comprend un bâtiment central, dans lequel se trouve le bureau du Premier ministre, et deux ailes. L'aile Ouest héberge les bureaux du vice-Premier ministre et des différents ministres tandis que l'aile Est abrite, entre autres, le secrétaire en chef du gouvernement.

## Galerie

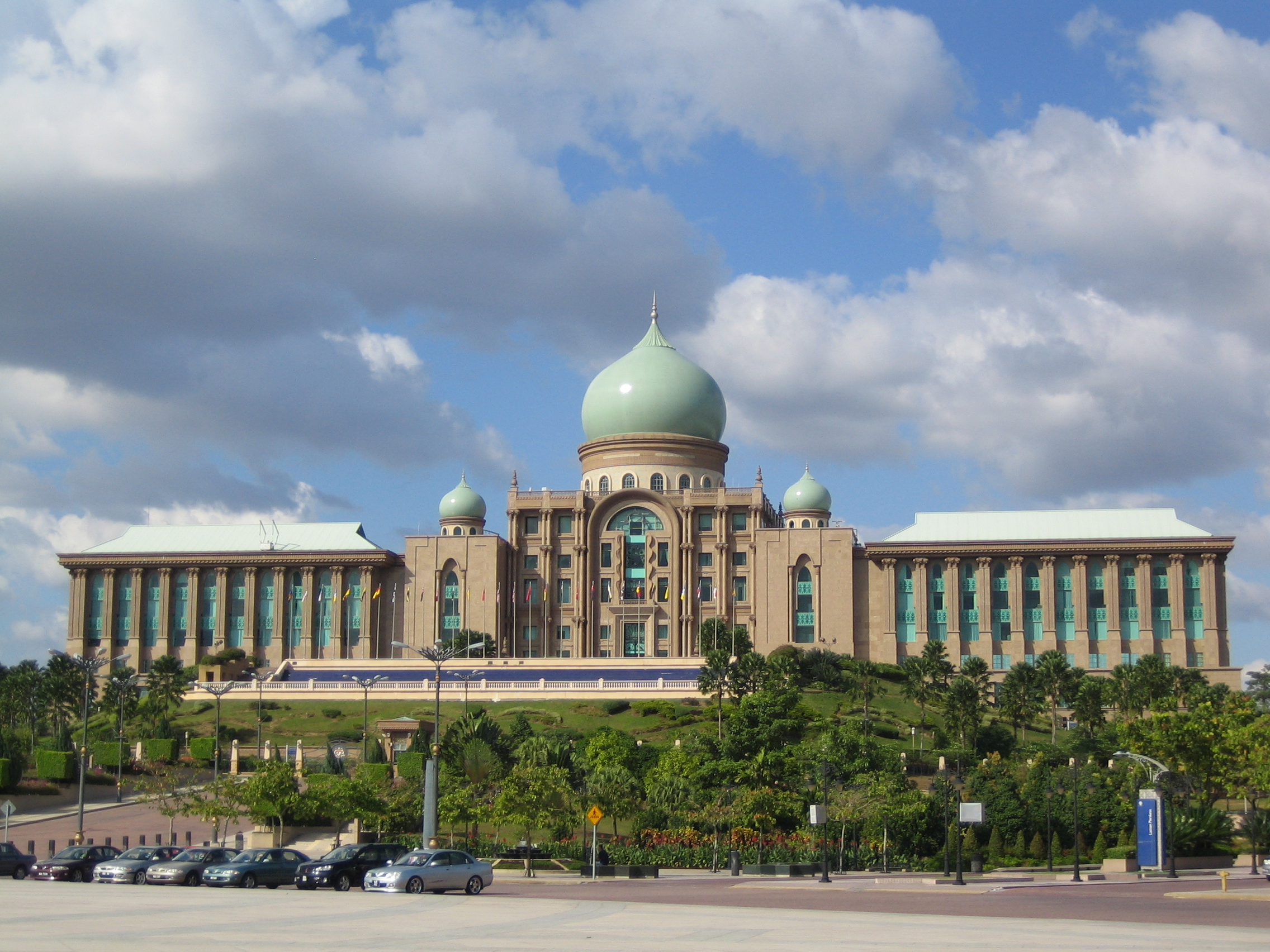
Vue de la façade du Perdana Putra.
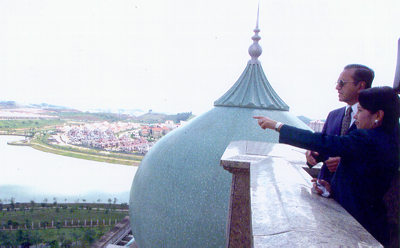
Le Premier ministre Mahathir Mohamad au Perdana Putra, le 7 août 2001.
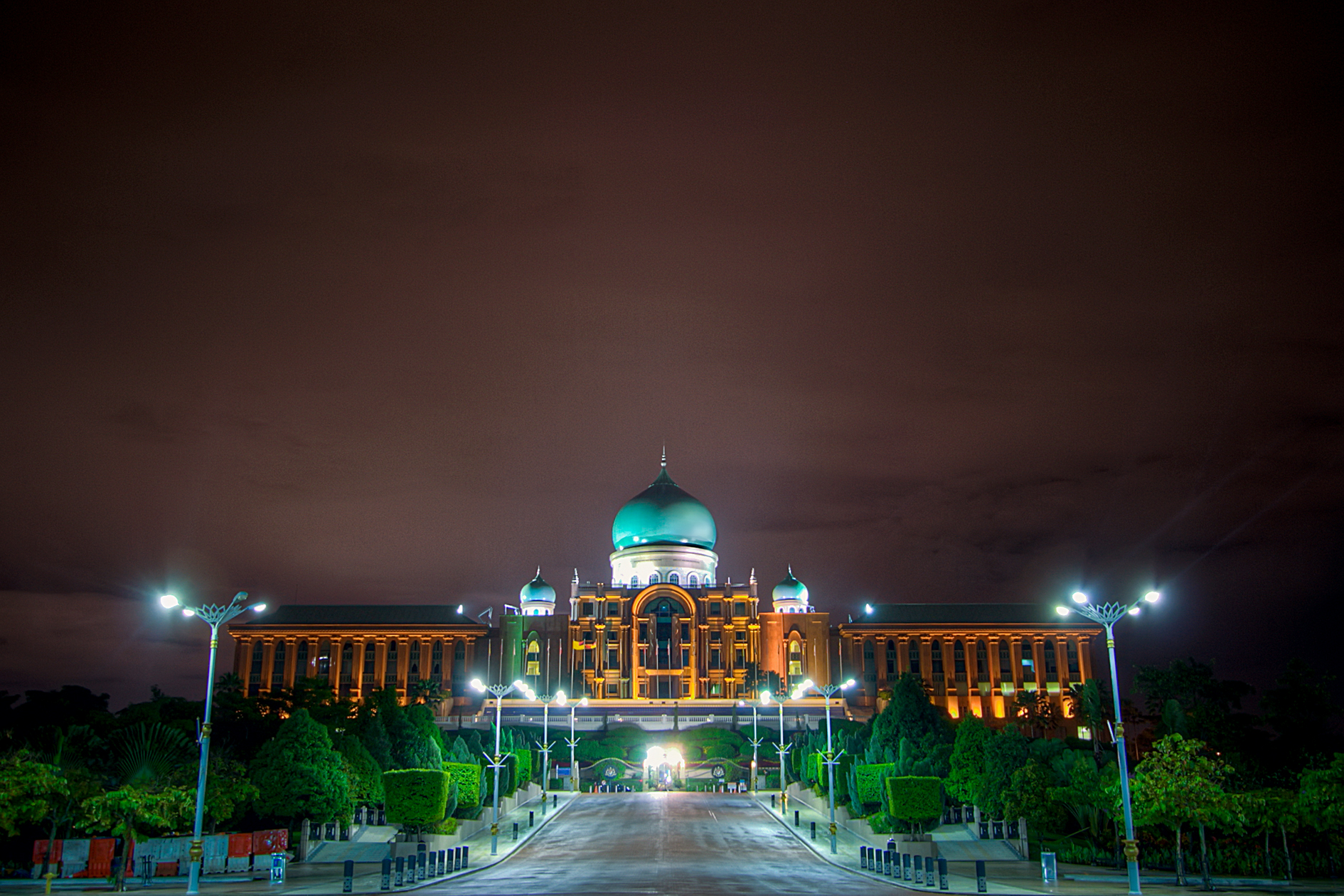
Le Perdana Putra vue de nuit.